# Campanha do Santa Cruz Futebol Clube na Fita Azul de 1979
Na 14.ª edição do Fita Azul de Futebol no ano de 1979, o prêmio de honra ao mérito ficou com o Santa Cruz Futebol Clube, que realizou uma excursão de amistosos pelo Oriente Médio e Europa. A excursão começou no dia 1 de março de 1979 contra a Seleção do Kuwait e terminou em 1 de abril contra o Paris Saint-Germain. Durante a campanha, o clube conquistou uma sequência invicta de doze jogos, recebendo assim o prêmio de honra ao mérito de Fita Azul do Futebol Brasileiro.

## Partidas
Abaixo, a lista de partidas disputadas pelo Santa Cruz Futebol Clube durante sua excursão pelo Oriente Médio e Europa em 1979.
| Data  | Time 1     | Placar | Time 2               | País                   |
| ----- | ---------- | ------ | -------------------- | ---------------------- |
| 01/03 | Santa Cruz | 5 x 1  | Seleção do Kuwait    | Kuwait                 |
| 06/03 | Santa Cruz | 1 x 1  | Seleção do Kuwait    | Kuwait                 |
| 08/03 | Santa Cruz | 3 x 0  | Seleção do Bahrein   | Bahrein                |
| 11/03 | Santa Cruz | 4 x 0  | Seleção do Catar     | Catar                  |
| 13/03 | Santa Cruz | 4 x 1  | Seleção do Catar     | Catar                  |
| 14/03 | Santa Cruz | 2 x 1  | Seleção de Dubai     | Emirados Árabes Unidos |
| 17/03 | Santa Cruz | 3 x 0  | Seleção de Abu Dhabi | Emirados Árabes Unidos |
| 18/03 | Santa Cruz | 3 x 0  | Al Ain               | Emirados Árabes Unidos |
| 20/03 | Santa Cruz | 6 x 2  | Nasser Sport Club    | Emirados Árabes Unidos |
| 22/03 | Santa Cruz | 3 x 0  | Al-Hilal             | Arábia Saudita         |
| 30/03 | Santa Cruz | 4 x 2  | Seleção da Romênia   | Romênia                |
| 01/04 | Santa Cruz | 2 x 2  | Paris Saint-Germain  | França                 |

## Campanha
Abaixo, estão as estatísticas da campanha do clube na excursão.
| Jogos | Vitórias | Empates | Gols Pró | Gols Contra | Saldo de Gols |
| ----- | -------- | ------- | -------- | ----------- | ------------- |
| 12    | 10       | 2       | 40       | 10          | 30            |

## Premiação
| Fita Azul de Futebol de 1979 |
| ---------------------------- |
| Santa Cruz (1° prêmio)       |